# あずまずし
あずまずしまたはあずまとは、広島県、岡山県、愛媛県の瀬戸内地域の郷土料理の一つである。おからと小魚を使った寿司の一種。広島県の山間部にもほぼ同様のすしがあるが、卯の花ずし（うのはなずし）と称すことが多く、「あずまずし」の名は主に海岸部での呼称。

## 概要
- ママカリ、コノシロ、イワシ、タナゴ[1]などの小魚を背割りにし、砂糖を加えた酢で締めたものを用いる早ずし。
- 特徴として酢飯の代わりに、酢で味付けたおからを使う。飯とおからを混ぜて使うこともある。漁村のため米が貴重で、節米のために考えられた。
- 主に広島県、岡山県の瀬戸内海沿いの海岸部での名称であるが、広島県の備北山地でもこの名称が使われる[2]例もある。
- 愛媛県宇和島市のあずまは酢と砂糖で味付けしたおからと米を混ぜて、甘辛く煮たゴボウ、ニンジン、シイタケ頭を加え俵形に握ったもので、魚を合わせないのが普通。魚を載せて握ったものは丸ずし（まるずし）と称する[3]。

## 作り方の例

### ママカリのあずまずし
- 材料はおから、ニラ、人参、生姜、三杯酢、ママカリ、炒った黒ゴマまたはアサの実。
- ニラ、人参、生姜をみじん切りにしておく。ニラは一度湯通ししてみじん切り。
- おからにみじん切りした野菜と黒ごまを色どりよく加える。
- あまり具をいれすぎるとまとまりにくくなるので注意が必要。これに、三杯酢を加える。
- おからを一口大の大きさにして、上にママカリの酢づけ（一昼夜つけたもの）を載せて握る。もろぶた付きの樽に入れて数時間なじませてから切って食べる。

### いわしのあずまずし
- 材料はおから、山椒の実、イワシ、砂糖、酢[2]。
- イワシは背割りにして骨を取る。
- 酢に砂糖を加えて一煮立ちさせ、冷ましてから、イワシを一晩漬け込む。
- おからを炒ってから砂糖と山椒の実を加えて調味する。みじん切りした野菜を加えても良い。
- イワシの中におから詰め、一口大に切って食べる。